# Meruzanes da Armênia
Meruzanes (em grego: Μερουζάνης; romaniz.: Merouzánēs; em armênio: Մերուժան; romaniz.: Meružan) foi bispo dos armênios em Sofena de 240 a 270.

## Nome
Meruzanes (Μερουζάνης, Merouzánēs), Maruzas (Μαρουζᾶς, Marouzãs) são as formas gregas do armênio Meruzã (Մե(հ)րուժան / Մերհուժան, Me(h)ružan / Merhužan) e Meuzã (Մեհուժան, Mehužan), que originou-se no persa médio Mitruchã (Mitrūčan) ou no parta Mirozã (Mihrozan). Todos esses nomes parecem ter se originado no iraniano antigo *Mitrabaujana (*MiΘra-bauǰ-ana-), "prazer, aproveitamento de Mitra", que por sua vez havia sido helenizado como Mitrobuzanes (Μιθροβουζάνης, Mitrobouzánēs).

## Vida
As origens de Meruzanes são incertas. É mencionado por Eusébio de Cesareia em sua História Eclesiástica (VI.XLVI.2) como destinatário da carta Da penitência do bispo Dionísio de Alexandria, datada de 264. Sua menção precoce confirma que já havia comunidades cristãs firmemente estabelecidas por esse período, sendo possível que parte da nobreza (nacarares) já tivesse se convertido.